# Sin Davis

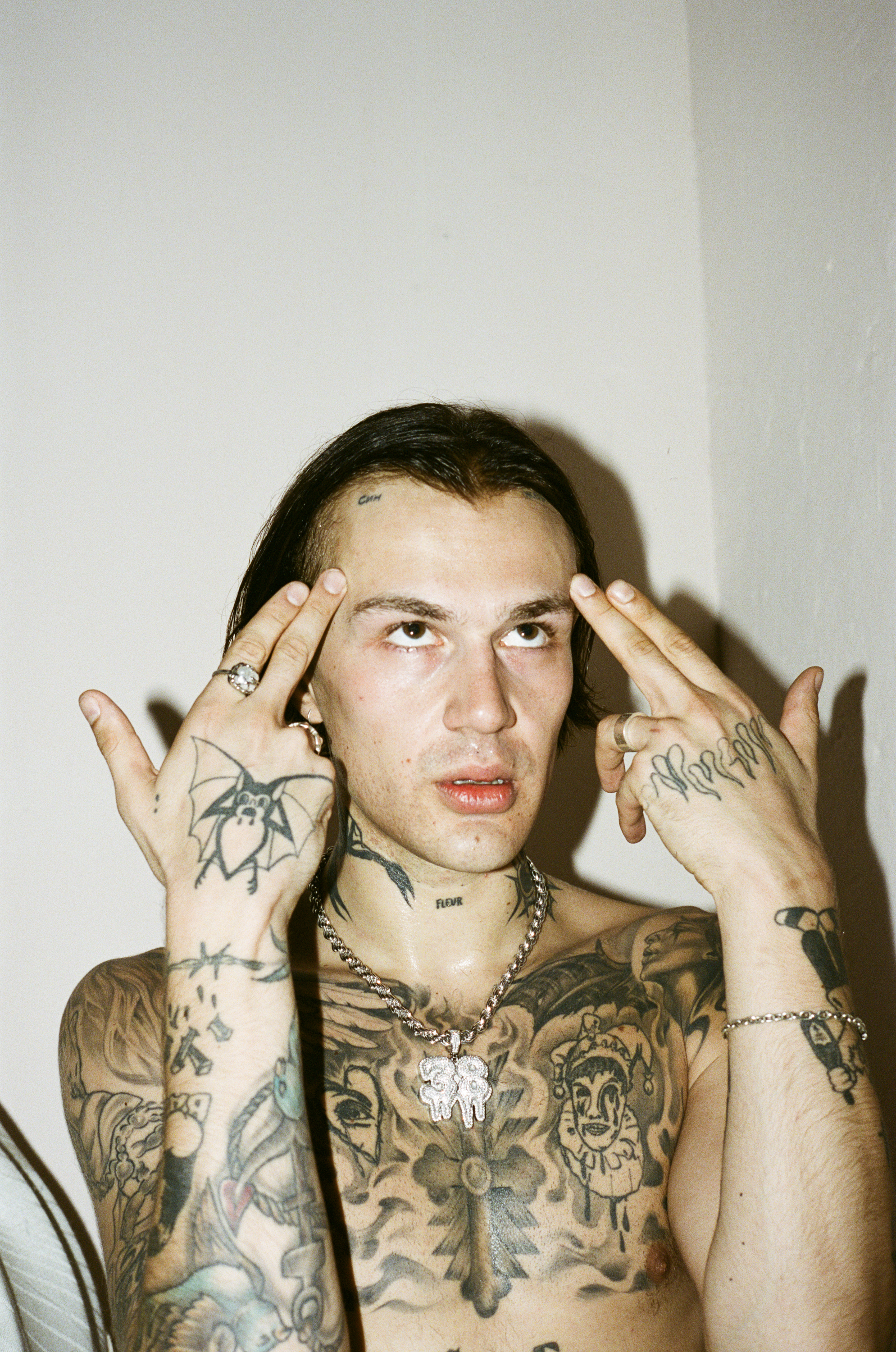
Sin Davis (2024)

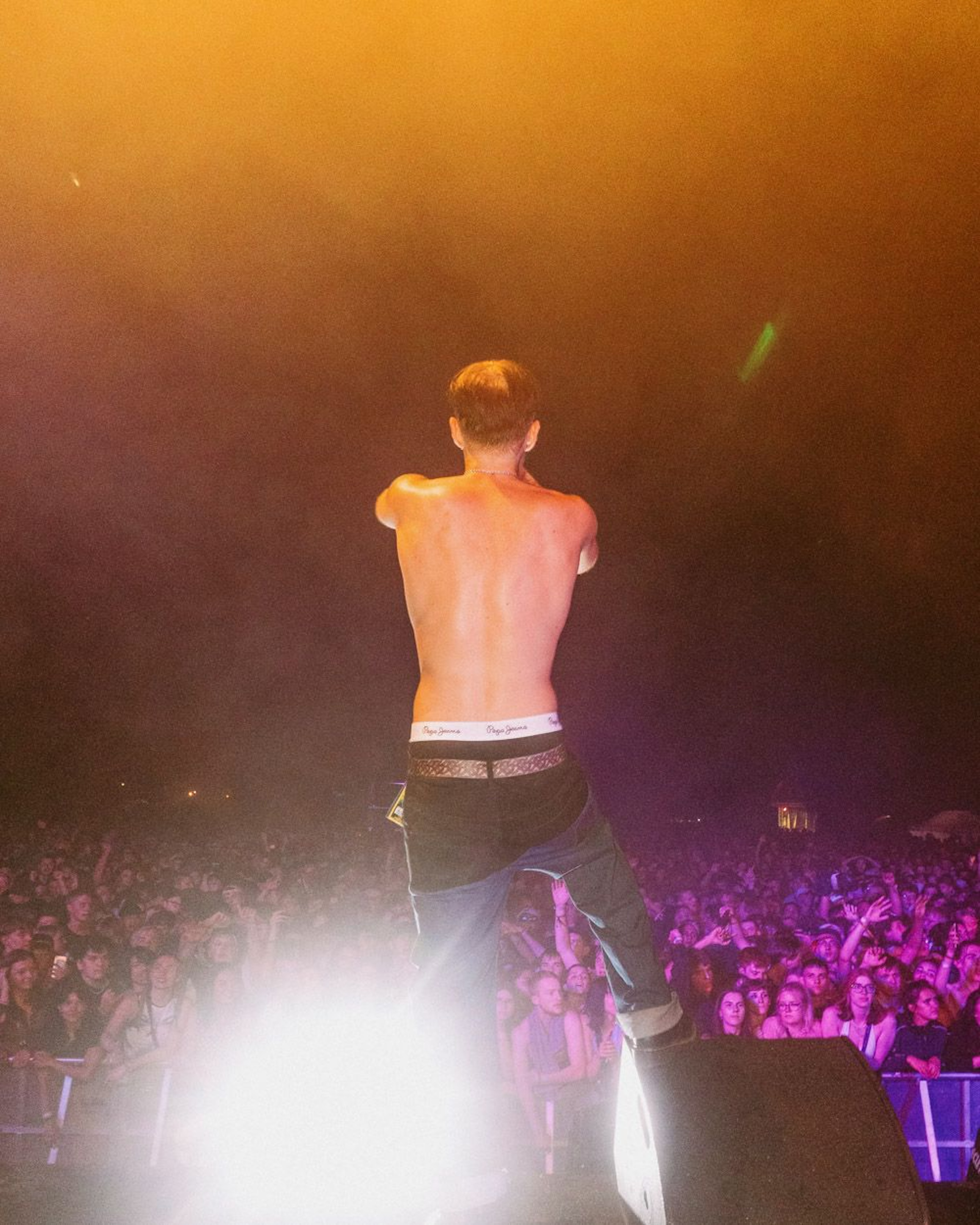
Live-Auftritt von Sin Davis

Sin Davis (* 22. Juli 1997 in Wolfenbüttel; bürgerlich David Luca Giese) ist ein deutscher Hip-Hop-Musiker.

## Werdegang
Schon mit 6 Jahren nahm Davis Klavierunterricht. In seiner Jugend spielte er Fußball beim BV Germania Wolfenbüttel und hatte sich zunächst das Ziel einer erfolgreichen Fußballkarriere gesetzt, bis er mit 15 Jahren starkes Interesse für Musik entwickelte. 2016 lernte er in einem Tonstudio Skeeniboi kennen, der zu dieser Zeit Tonmeister war und sein erstes Tape abmischte. Kurz darauf begann Sin Davis zu rappen an  und seine Musik ernster zu nehmen. Zusammen mit Skeeniboi nahm Sin Davis sein erstes Album Kush Haze & Heartbreaks auf, das bis heute über 15 Millionen Streams gesammelt hat. Gemeinsam mit negatiiv og, Skeeniboi, SLAX, Benuebermensch und Sevi Rin gründete er im September das Kollektiv Checkmate. Fortan organisierten sie in Braunschweig die Veranstaltungsreihe Gefangen in 38. 2019 erschienen das Tape 3000x LILA und  die EP Blau. Im Herbst trat er mit Checkmate zunächst auf dem Hype Festival in Oberhausen auf und absolvierte anschließend die Gefangen in…-Tournee durch neun Städte.
Anfang 2020 unterschrieb Sin Davis zusammen mit Checkmate einen Vertrag bei der Universal Music Group mit einem Volumen von 960.000 Euro.
Seine geplante Solotournee musste aufgrund der COVID-19-Pandemie verschoben werden.
Neben seiner Solo-Karriere ist er Teil des Musikerkollektivs Bolo Boys mit den Künstlern Toobrokeforfiji, Makko, Can mit Me$$r, Beslik Meister, Okfella und Loco Candy.

## Musikstil
Auch wenn der Musikstil von Sin Davis immer wieder mit Trap-Musik und Cloud-Rap in Verbindung gebracht wird, hört man deutlich Elemente des Emo-Traps.

## Diskografie

### Alben
- 2019: Kush Haze & Heartbreaks
- 2019: 3000xLILA
- 2020: Emotional World
- 2021: EGO DEATH
- 2022: Kush Haze & Heartbreaks 2
- 2023: Loner Files 1
- 2023: Loner Files 2
- 2024: W.E.I.R.D.O

### EPs
- 2019: Hölle der Nacht EP (mit MT. Imperator)
- 2019: Blau EP
- 2020: TRAUMA EP (mit Sanito)
- 2021: Underdog EP (mit T-Low und Yung Vision)
- 2023: Playerhater EP (mit negatiiv og)

### Singles
- 2019: Wake n Bake (mit Skeeniboi)
- 2019: Immer wieder (mit Sanito)
- 2019: Mitten in der Nacht (mit Sanito)
- 2020: bby
- 2020: Wasted
- 2020: Was du wo willst (mit Hugo Nameless)
- 2020: Unter Deck
- 2020: Love Scars
- 2020: Pipe Down (mit negatiiv og &One AM)
- 2020: SUP
- 2020: Taub (mit Jugglerz)
- 2020: Nie Wieder Broke (mit Psaiko Dino & negatiiv og & Yung Vision)
- 2021: 40 Stunden Woche (mit Makko & toobrokeforfiji)
- 2021: Cake
- 2021: Vergessen
- 2021: Nights
- 2021: Alive
- 2021: Gold
- 2021: Time Out!
- 2021: Big Packs!
- 2021: Van Gogh (mit Maikel)
- 2021: No Time (mit overshiaat & negatiiv og)
- 2021: Emojis
- 2022: Augen Rot
- 2022: Rausch
- 2022: 20 Gramm (mit Hugo Nameless)
- 2022: Camel Blue (Mit toobrokeforfiji)
- 2022: Fliege hoch vs. Falle tief
- 2022: Ich will bei dir sein (mit nightshift!)
- 2022: Love Hurts (mit Maikel)
- 2022: wakeupcall
- 2022: Ehrlich (mit Lilsodaboi)
- 2022: Teenage Dirtbag
- 2022: Flieg
- 2023: Meer (mit Jugglerz)
- 2023: Drunk in Love (mit Broke Boys & Greeny)
- 2023: SKALA 1-10
- 2023: Mehr von mir
- 2023: Absicht (mit negatiiv og)
- 2023: Safe! (mit Censei & Dave Plugs)
- 2023: Nie mehr broke (mit Young Lime)
- 2023: Lowife
- 2024: FEELINGS IN M1M BAUCH
- 2024: Brauch mich nicht (mit treason434)
- 2024: Rockstar
- 2024: Sterne Hell